# Unidos por la Historia
Unidos por la Historia es un documental especial para la televisión estrenado el 23 de marzo de 2010, producida por Nativa Contenidos de Argentina, encomendada por la cadena History, hecha principalmente para la audiencia latinoamericana. La serie fue estrenada con motivo de celebración del hecho que 11 países de Latinoamérica festejan, entre 2009 y 2011, los 200 años de independencia. El programa hace un análisis a la historia del continente latinoamericano haciendo énfasis en destacar los hechos, épocas, eventos y aspectos comunes de los países que lo componen, desde el descubrimiento de América hasta la actualidad.
Esta producción original consta de 10 episodios y fue grabada en cinco países de Latinoamérica, más España, Francia e Inglaterra. La serie se apoya en 66 entrevistados, entre ellos escritores, músicos, periodistas, historiadores, actores, entre otros.

## Elenco
El programa es conducido por Felipe Pigna, historiador argentino, y Pedro Palou, escritor mexicano. Entre los entrevistados se encuentran:

### Argentina
- Adolfo Pérez Esquivel, activista argentino de los Derechos Humanos, Premio Nobel de la Paz.
- Alejandro Lerner, cantautor argentino.
- Ana Macri, argentina, amiga de Eva Perón.
- Antonio Cafiero, político argentino.
- Diego Torres, cantautor argentino.
- Estela Barnes de Carlotto, activista argentina de los Derechos Humanos.
- Federico Andahazi, escritor argentino.
- Graciela Viñuales, arquitecta argentina.
- Guillermo Kuitca, artista plástico argentino.
- Jorge Lanata, periodista argentino.
- Lucas Lanusse, historiador argentino.
- Pancho O'Donnel, historiador argentino.
- Waldo Ansaldi, historiador argentino.

### Chile
- Ariel Dorfman, escritor chileno.

### Colombia
- Alberto Escovar Wilson-White, arquitecto e historiador colombiano.
- Andrea Echeverri, cantante colombiana.
- Andrés López, comediante colombiano.
- Carlos Vives, cantautor colombiano.
- Gonzalo Sánchez, historiador colombiano.
- Laura Restrepo, escritora colombiana.
- Margarita Garrido, historiadora colombiana.
- María Teresa Ronderos, periodista colombiana.
- María Valencia Gaitán, colombiana, nieta de Jorge Eliécer Gaitán.

### España
- Assumpta Serna, actriz española.
- Ignacio Ramonet, periodista español.
- Manuel Chust Calero, historiador español.
- Rosa Montero, escritora española.

### Francia
- Charles Aznavour, artista francés.

### Inglaterra
- Richard Gott, periodista inglés.

### México
- Arturo García Bustos, artista plástico mexicano, discípulo de Frida Kahlo.
- Blanche Petrich, periodista mexicana.
- Carmen Aristegui, periodista mexicana.
- Chavela Vargas, cantante mexicana
- Demián Bichir, actor mexicano.
- Elena Poniatowska, escritora mexicana.
- Enrique Krauze, historiador mexicano.
- Guillermo Arriaga, cineasta mexicano.
- Laura Esquivel, escritora mexicana.
- Patrick Johansson K., historiador mexicano.
- Raquel Tibol, crítica de arte mexicana, amiga de Diego Rivera y Frida Kahlo.
- Raúl Álvarez Garín, mexicano, testigo de la Masacre de Tlatelolco.
- Rina Lazo, artista plástico mexicana, discípula de Diego Rivera.
- Verónica Castro, actriz mexicana.

### Perú
- Alonso Cueto, escritor peruano.
- César Hildebrandt, periodista peruano.
- Francisco Hernández, historiador peruano.
- Gastón Acurio, chef peruano.
- Hernando de Soto (economista), economista peruano.
- Jorge Escobar Medrano, historiador peruano.

### Puerto Rico
- Gilberto Santa Rosa, cantante de salsa.

### República Dominicana
- Juan Luis Guerra, cantautor dominicano.

### Uruguay
- Eduardo Galeano, escritor uruguayo.
- Víctor Hugo Morales, periodista uruguayo.

### Venezuela
- Alberto Barrera Tyszka, escritor venezolano.
- Carlota Sosa, actriz venezolana.
- Franco De Vita, cantautor venezolano.
- Luis Alberto Lamata, cineasta venezolano.
- Manuel Caballero, historiador venezolano.

## Episodios
1. Las paralelas se cruzan
2. Resistencias
3. Protagonistas
4. Colores
5. Puntos sin retorno
6. El lado oscuro
7. El domicilio del poder
8. Nuestro lugar en el mundo
9. Las doñas
10. Unidos en la diversidad

- Datos: Q6156203